# Lijst van brutoformules Al
Dit lemma is onderdeel van de lijst van brutoformules. Dit lemma behandelt de brutoformules van Al (Aluminium).

## Al
| Brutoformule                         | Gewone formule             | Naam |
| ------------------------------------ | -------------------------- | --- |
| {\displaystyle {\ce {Al}}}           | {\displaystyle {\ce {Al}}} | Aluminium ~ in bauxiet, croftybom, sterretje, thermiet, ammonal ~ reactie met cyclohexylamine                                                                              |
| {\displaystyle {\ce {Al}}}-isotopen  | {\displaystyle {\ce {Al}}} | Isotopen van aluminium 21Al · 22Al · 23Al · 24Al · 25Al · 26Al · 27Al · 28Al · 29Al · 30Al 31Al · 32Al · 33Al · 34Al · 35Al · 36Al · 37Al · 38Al · 39Al · 40Al 41Al · 42Al |
| {\displaystyle {\ce {Al}}}-mineralen | {\displaystyle {\ce {Al}}} | Aluminiumhoudend mineraal |

## Al1
| Brutoformule                            | Gewone formule                            | Naam                                                |
| --------------------------------------- | ----------------------------------------- | --------------------------------------------------- |
| {\displaystyle {\ce {AlAuCl6}}}         | {\displaystyle {\ce {AlAuCl6}}}           | Aluminiumhexachloorauraat ~ in gastransportmethode  |
| {\displaystyle {\ce {AlB2}}}            | {\displaystyle {\ce {AlB2}}}              | Aluminiumdiboride ~ aluminiumdiboride als Boride    |
| {\displaystyle {\ce {AlBeClNa4O12Si4}}} | {\displaystyle {\ce {Na4AlBe(Si4O12)Cl}}} | Tugtupiet                                           |
| {\displaystyle {\ce {AlBr}}}            | {\displaystyle {\ce {AlBr}}}              | Aluminium(I)bromide                                 |
| {\displaystyle {\ce {AlBr3}}}           | {\displaystyle {\ce {AlBr3}}}             | Aluminiumbromide, eigenlijk Aluminium(III)bromide   |
| {\displaystyle {\ce {AlCaFFeO5SiTi}}}   | {\displaystyle {\ce {CaAlTiFeSiO5F}}}     | Titaniet                                            |
| {\displaystyle {\ce {AlCaFeO6Si}}}      | {\displaystyle {\ce {CaFe^{3+}AlSiO6}}}   | Esseneiet                                           |
| {\displaystyle {\ce {AlCl}}}            | {\displaystyle {\ce {AlCl}}}              | Aluminium(I)chloride                                |
| {\displaystyle {\ce {AlCl3}}}           | {\displaystyle {\ce {AlCl3}}}             | Aluminiumchloride, eigenlijk Aluminium(III)chloride |
| {\displaystyle {\ce {AlCl4Cu}}}         | {\displaystyle {\ce {CuAlCl4}}}           | Koperaluminiumchloride                              |
| {\displaystyle {\ce {AlF}}}             | {\displaystyle {\ce {AlF}}}               | Aluminium(I)fluoride                                |
| {\displaystyle {\ce {AlF3}}}            | {\displaystyle {\ce {AlF3}}}              | Aluminiumfluoride, eigenlijk Aluminium(III)fluoride |
| {\displaystyle {\ce {AlF4K}}}           | {\displaystyle {\ce {KAlF4}}}             | Kaliumtetrafluoraluminaat                           |
| {\displaystyle {\ce {AlF6Na3}}}         | {\displaystyle {\ce {Na3AlF6}}}           | Cryoliet                                            |
| {\displaystyle {\ce {AlI}}}             | {\displaystyle {\ce {AlI}}}               | Aluminium(I)jodide                                  |
| {\displaystyle {\ce {AlI3}}}            | {\displaystyle {\ce {AlI3}}}              | Aluminiumjodide, eigenlijk Aluminium(III)jodide     |
| {\displaystyle {\ce {AlKO6Si2}}}        | {\displaystyle {\ce {KAl(SiO3)2}}}        | Leuciet                                             |
| {\displaystyle {\ce {AlLiO2}}}          | {\displaystyle {\ce {LiAlO2}}}            | Lithiumaluminaat                                    |
| {\displaystyle {\ce {AlLiO6Si2}}}       | {\displaystyle {\ce {LiAl(SiO3)2}}}       | Spodumeen ~ bron voor lithium                       |
| {\displaystyle {\ce {AlN3O9}}}          | {\displaystyle {\ce {Al(NO3)3}}}          | Aluminiumnitraat                                    |
| {\displaystyle {\ce {AlNaO2}}}          | {\displaystyle {\ce {NaAlO2}}}            | Natriumaluminaat                                    |
| {\displaystyle {\ce {AlNaO6Si2}}}       | {\displaystyle {\ce {NaAl(SiO3)2}}}       | Jade ~ als jadeïet                                  |
| {\displaystyle {\ce {AlO4Sb}}}          | {\displaystyle {\ce {AlSbO4}}}            | Aluminiumantimonaat ~ als antimonaat                |
| {\displaystyle {\ce {AlP}}}             | {\displaystyle {\ce {AlP}}}               | Aluminiumfosfide ~ als fosfine                      |
| {\displaystyle {\ce {AlSb}}}            | {\displaystyle {\ce {AlSb}}}              | Aluminiumantimonide                                 |

## Al2
| Brutoformule                             | Gewone formule                                                                 | Naam                                                                 |
| ---------------------------------------- | ------------------------------------------------------------------------------ | -------------------------------------------------------------------- |
| {\displaystyle {\ce {Al2BaO8Si2}}}       | {\displaystyle {\ce {BaAl2Si2O8}}}                                             | celsiaan ~ als bariumveldspaat                                       |
| {\displaystyle {\ce {Al2BeO4}}}          | {\displaystyle {\ce {BeAl2O4}}} {\displaystyle {\ce {Be(AlO2)2}}}              | Alexandriet                                                          |
| {\displaystyle {\ce {Al2BeO4}}}          | {\displaystyle {\ce {BeAl2O4}}}                                                | Chrysoberil                                                          |
| {\displaystyle {\ce {Al2Be2CsLiO18Si6}}} | {\displaystyle {\ce {Cs(Be2Li)Al2Si6O18}}}                                     | Pezzotaiet                                                           |
| {\displaystyle {\ce {Al2Be3}}}           | {\displaystyle {\ce {Al2Be3}}}                                                 | Heliodoor                                                            |
| {\displaystyle {\ce {Al2Be3O18Si6}}}     | {\displaystyle {\ce {Be3Al2(SiO3)6}}}                                          | Aluminiumberyliumsilicaat ~ als beril, smaragd, morganiet            |
| {\displaystyle {\ce {Al2Br6}}}           | {\displaystyle {\ce {Al2Br6}}}                                                 | Dialuminiumhexabromide zie aluminiumbromide                          |
| {\displaystyle {\ce {Al2CaO8Si2}}}       | {\displaystyle {\ce {CaAl2Si2O8}}}                                             | Anorthiet                                                            |
| {\displaystyle {\ce {Al2Ca2O7Si}}}       | {\displaystyle {\ce {Ca2Al2SiO7}}}                                             | Gehleniet                                                            |
| {\displaystyle {\ce {Al2Ca3O12Si3}}}     | {\displaystyle {\ce {Ca3Al2(SiO4)3}}}                                          | Grossulaar                                                           |
| {\displaystyle {\ce {Al2Cl6}}}           | {\displaystyle {\ce {Al2Cl6}}}                                                 | Dialuminiumhexachloride zie aluminiumchloride                        |
| {\displaystyle {\ce {Al2CoO4}}}          | {\displaystyle {\ce {Co.Al2O3}}}                                               | Kobalt(II)oxide.aluminiumoxide ~ als kobaltblauw                     |
| {\displaystyle {\ce {Al2FeO16S4}}}       | {\displaystyle {\ce {FeAl2(SO4)4}}}                                            | Halotrichiet                                                         |
| {\displaystyle {\ce {Al2LiO10Si4}}}      | {\displaystyle {\ce {LiAlSi4O10}}} of {\displaystyle {\ce {Li2O.Al2O3.8SiO2}}} | Petaliet ~ bron voor lithium                                         |
| {\displaystyle {\ce {Al2Mg3O12Si3}}}     | {\displaystyle {\ce {Mg3Al2(SiO4)3}}}                                          | Pyroop                                                               |
| {\displaystyle {\ce {Al2Na2O10Si3}}}     | {\displaystyle {\ce {Na2Al2Si3O10}}}                                           | Natroliet                                                            |
| {\displaystyle {\ce {Al2O3}}}            | {\displaystyle {\ce {Al2O3}}}                                                  | Aluminiumoxide ~ als safier                                          |
| {\displaystyle {\ce {Al2O5Si}}}          | {\displaystyle {\ce {Al2SiO5}}}                                                | Alumiuniumoxide.Siliciumoxide ~ als andalusiet, kyaniet, sillimaniet |
| {\displaystyle {\ce {Al2S3}}}            | {\displaystyle {\ce {Al2S3}}}                                                  | Aluminiumsulfide                                                     |

## Al3
| Brutoformule                            | Gewone formule                             | Naam                      |
| --------------------------------------- | ------------------------------------------ | ------------------------- |
| {\displaystyle {\ce {Al3CaNa3O12SSi3}}} | {\displaystyle {\ce {Na3CaAl3Si3O12S}}}    | Lazuriet                  |
| {\displaystyle {\ce {Al3Ca2O11Si3}}}    | {\displaystyle {\ce {Ca2Al3SiO4Si2O7}}}    | Tanzaniet                 |
| {\displaystyle {\ce {Al3ClNa4O24Si9}}}  | {\displaystyle {\ce {Na4[Cl(Al3Si9O24)]}}} | Marialiet ~ als Scapoliet |

## Al4
| Brutoformule                          | Gewone formule                        | Naam                            |
| ------------------------------------- | ------------------------------------- | ------------------------------- |
| {\displaystyle {\ce {Al4BaNaO16Si4}}} | {\displaystyle {\ce {BaNaAl4Si4O16}}} | Banalsiet ~ als bariumveldspaat |
| {\displaystyle {\ce {Al4Mg2O18Si5}}}  | {\displaystyle {\ce {Mg2Al4Si5O18}}}  | Cordieriet                      |

## Al6
| Brutoformule                                  | Gewone formule                                    | Naam  |
| --------------------------------------------- | ------------------------------------------------- | ----- |
| {\displaystyle {\ce {Al6Ca2Cl2K2Na4O28SSi6}}} | {\displaystyle {\ce {Na4K2Ca2Si6Al6O24(SO4)Cl2}}} | Davyn |

## Al9
| Brutoformule                        | Gewone formule                        | Naam    |
| ----------------------------------- | ------------------------------------- | ------- |
| {\displaystyle {\ce {Al9BCaO18Zr}}} | {\displaystyle {\ce {CaZrB(Al9O18)}}} | Painiet |

## Al12
| Brutoformule                              | Gewone formule                                                                                                | Naam  |
| ----------------------------------------- | --- | ----- |
| {\displaystyle {\ce {Al12Ca4ClNa8O52S6}}} | {\displaystyle {\ce {Na8Ca4Al12Si12O44S4(SO4)2Cl}}} of {\displaystyle {\ce {Na4Ca2Al6Si6O22S2(SO4)Cl_{0,5}}}} | Haüyn |